# 星空圖書館
星空圖書館（韓語：별마당도서관，英語: Starfield Library）位於韓國首爾市COEX商場內，由新世界百貨集團出資成立，2017年5月底開幕，星空圖書館為商場中央廣場改建而成，藏書達50,000本。占地2800平方米（約850坪），以三座高達13公尺的巨型書架為中心環繞。

## 圖片

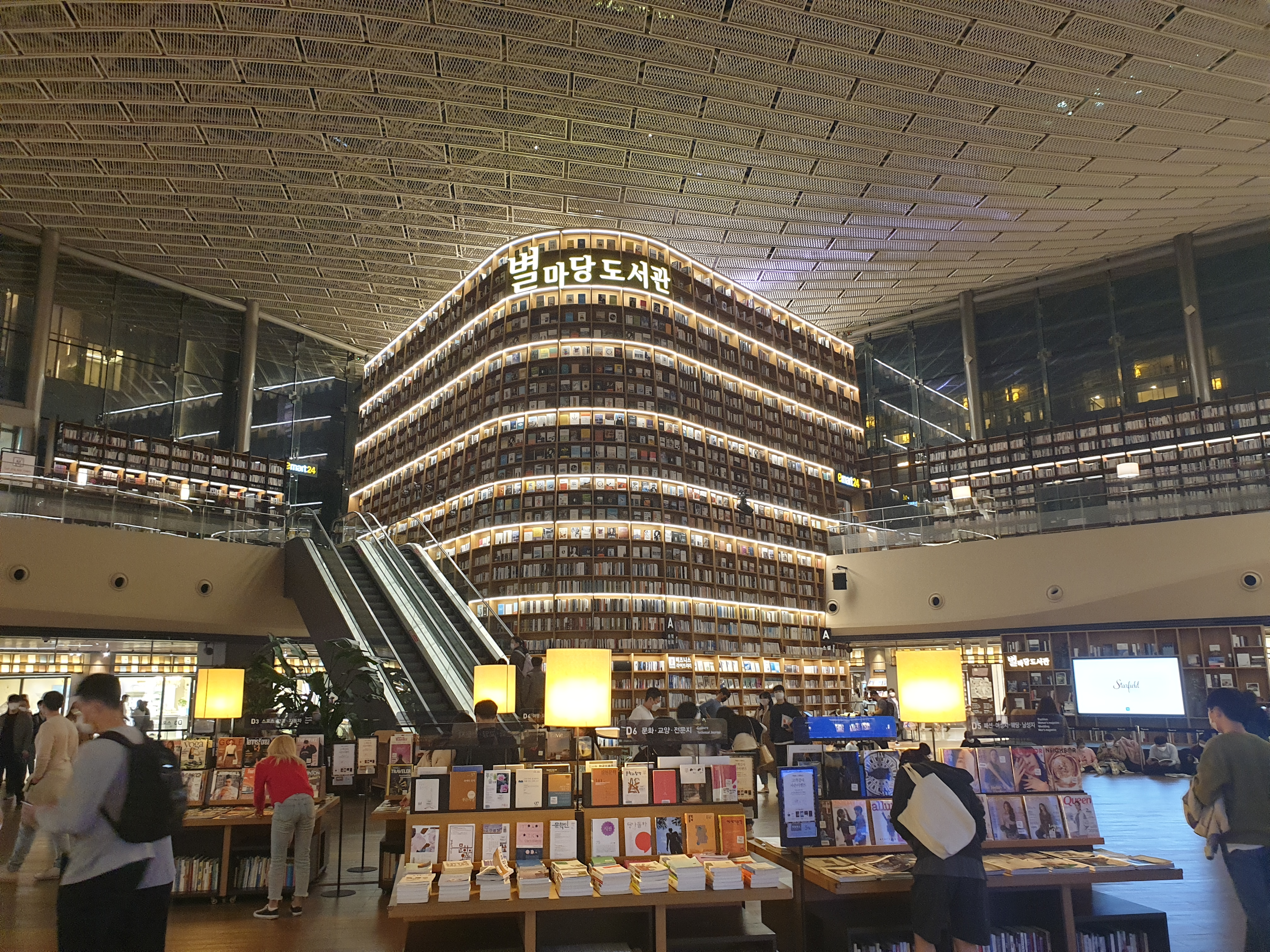
大堂
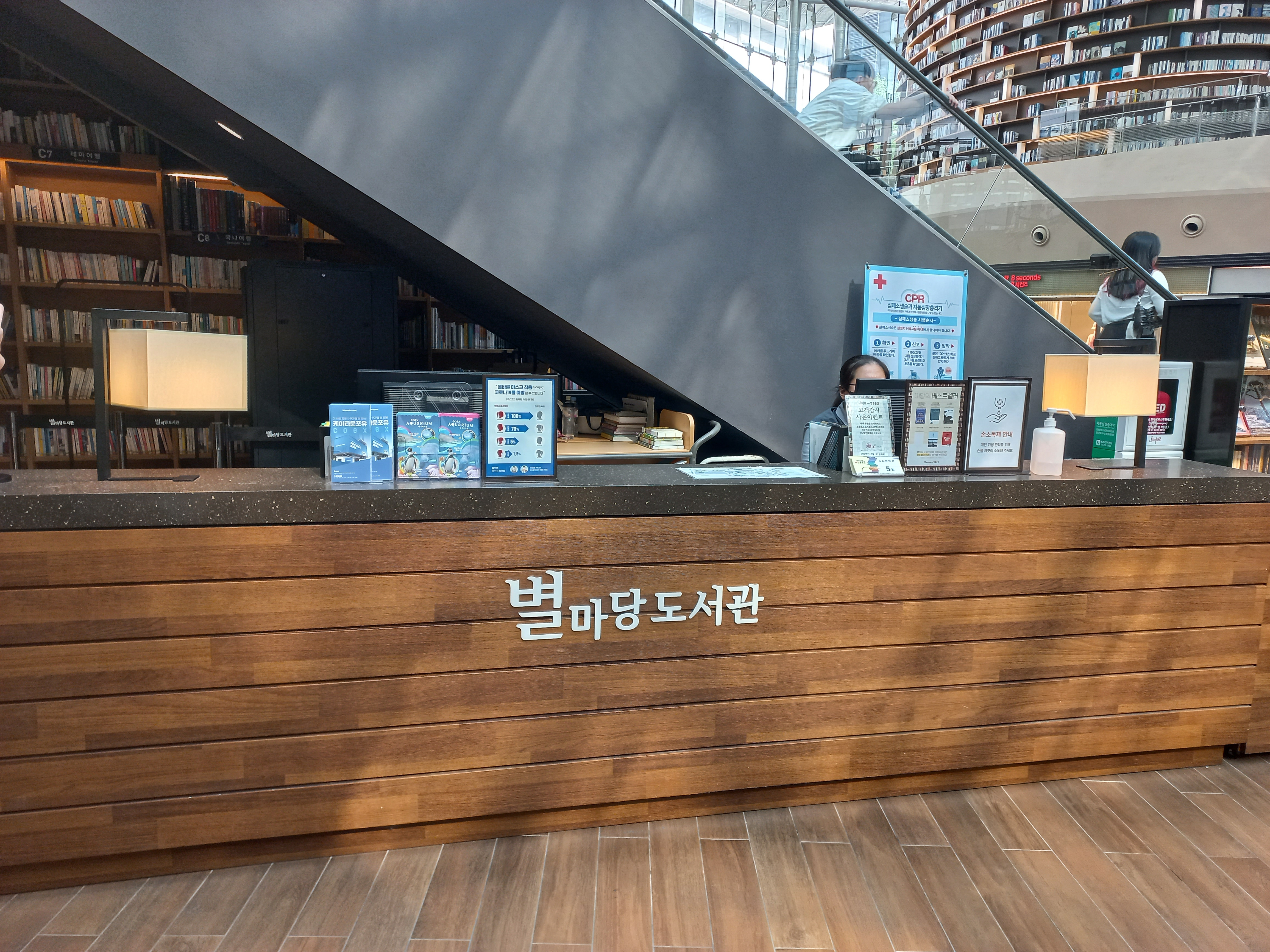
服務台
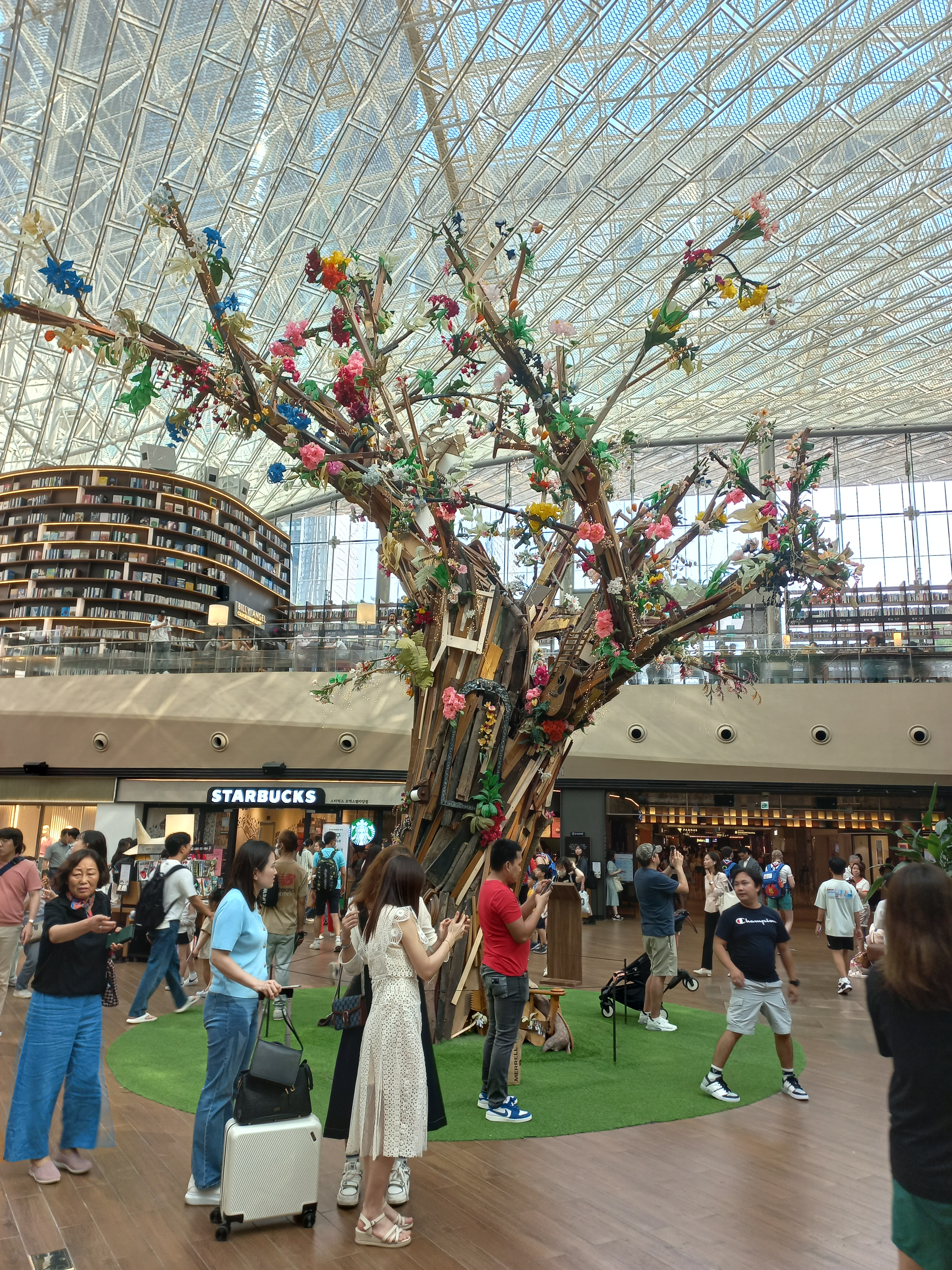
裝置藝術

## 外部連結
- 별마당도서관 星空圖書館 官方網站 （页面存档备份，存于） 